# Neea
Neea é um género botânico pertencente à família Nyctaginaceae.
1. ↑  «Neea — World Flora Online». www.worldfloraonline.org. Consultado em 19 de agosto de 2020